# Túlhevítő
A túlhevítő berendezés a gőzkazánokban a leadott gőz magasabb hőmérsékletét hivatott biztosítani.

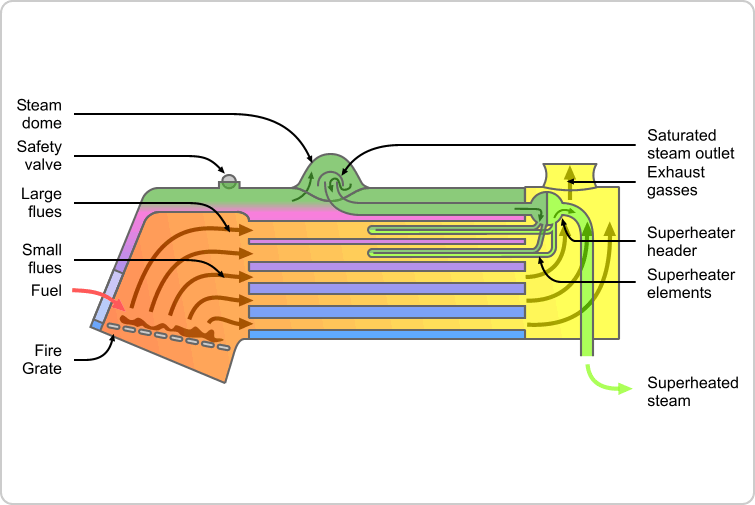
Gőztúlhevítő egy gőzmozdony kazánjában (vázlat)

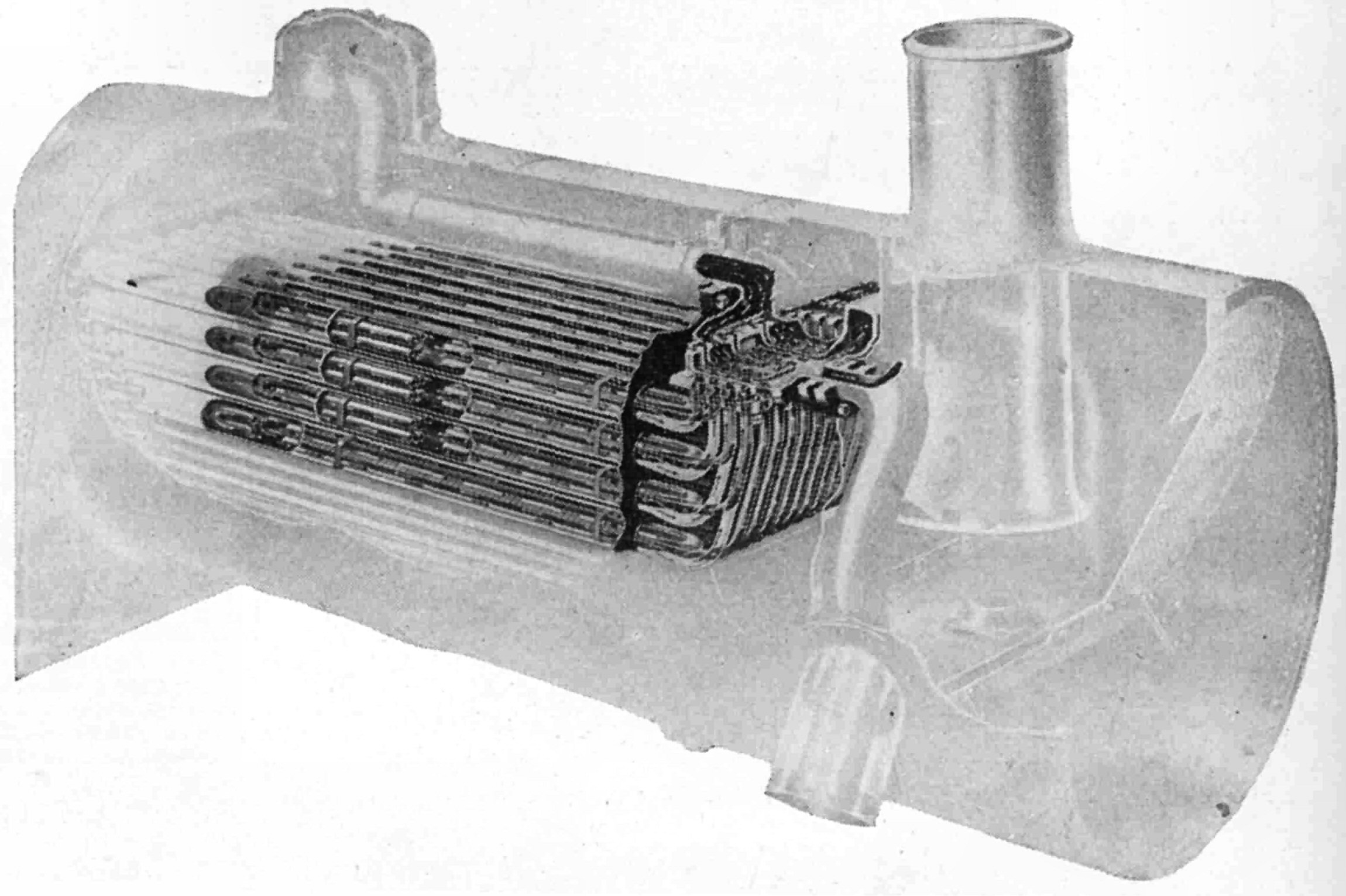
A Schmidt-féle túlhevítő általános elrendezése egy gőzmozdony-kazánban

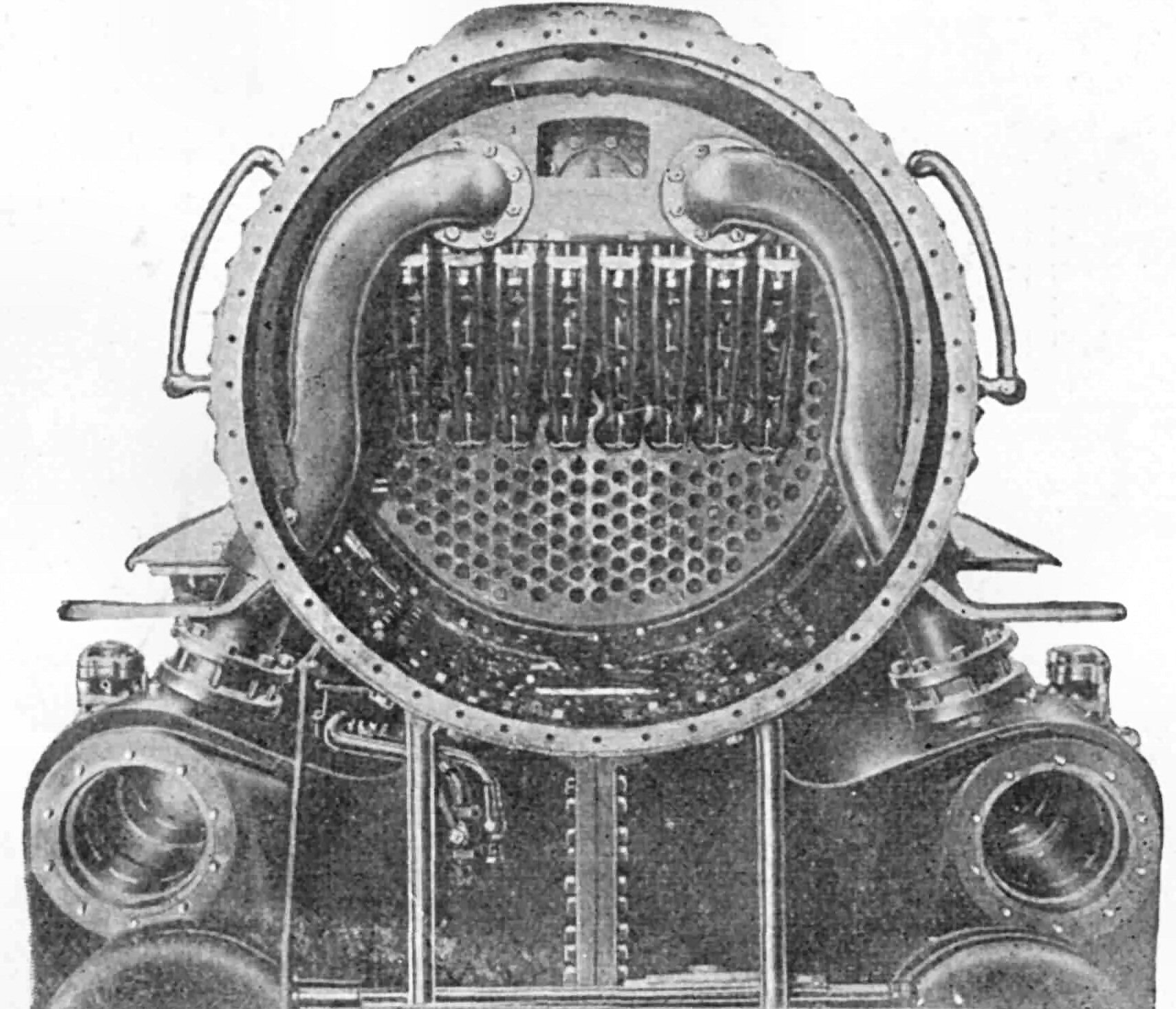
A Schmidt-féle túlhevítő a füstszekrény felől nézve. Fent középen a kimenő tartály (túlhevítőszekrény), melyből csövek vezetnek a hengerekhez. Az alatta lévő kis csövek a füstcsövekben (burokcsövekben) lévő túlhevítőelemekhez vezetik a gőzt, illetve vezetik el onnan. A képen a mozdony kéményét és a szikrafogóját a láthatóság érdekében eltávolították.

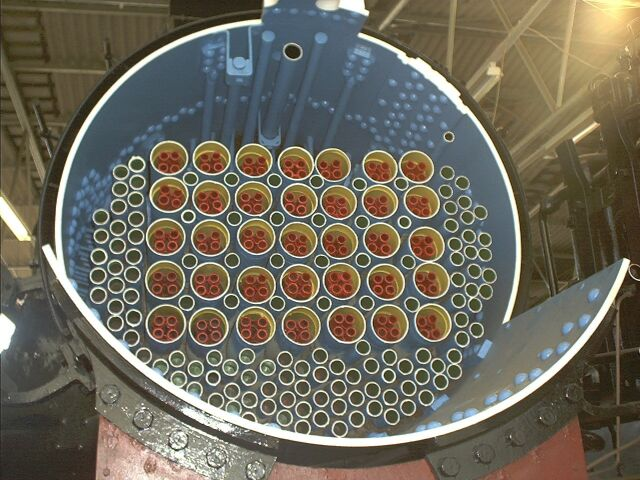
Túlhevítős gőzmozdony-hosszkazán metszete. A Tűzcsövek zölddel, a füstcsövek (túlhevítő burokcsövek) sárgával, a túlhevítőelemek pirossal színezettek.

## Műszaki háttér
A gőzkazánok gőzterében vagy gőzdómjában összegyűjtött gőz hőmérséklete alig haladja meg a 100 °C-ot, ezt hívják „telített” vagy „nedves” gőznek. Ez már a gőzutakon és a tolattyúban elkezd lecsapódni. A gőzhengerben, az ott végbemenő közel adiabatikus tágulás mellett a gőz hőmérséklete gyorsan csökken és a lecsapódás fokozott mértékű. A lecsapódó gőz nem végez tágulási (expanziós) munkát, így a gép hatásfokát rontja.
Ezt a veszteséget hivatott csökkenteni a túlhevítő. Ez a berendezés az összegyűjtött gőzt tovább melegíti, túlhevített gőzt állít elő. Ez már nem csapódik le a csövekben és a tágulás során. A túlhevítő alkalmazásával a gőzgépek hatásfoka a túlhevítés mértékétől függően 15-20%-kal növelhető, ezzel egyidejűleg a vízfogyasztás 40-45%-kal csökken.
A túlhevítés mértékének az alkalmazott hengerolajok minősége szab határt, a gyakorlatban korszerű gőzgépekben max. 350 °C-ig hevítették túl a gőzt.

## Túlhevítés a gőzmozdonyokban

### A Clench-féle gőzszárító
Magyarországon az első túlhevített gőzt alkalmazó gőzmozdonyok az osztrák gyáraktól vásárolt, Gölsdorf által tervezett III.t osztályú, később 323 sorozatú gőzmozdonyok voltak. ezek ún. Clench-féle gőzszárítóval voltak felszerelve. Ennél a berendezésnél a hosszkazán első része egy belső fallal le van választva a hosszkazán többi részétől. A leválasztott térben víz nincs, viszont a gőzdóm által összegyűjtött gőzt ide vezetik be túlhevítés céljából. A gőzszárító terében egy vagy több függőleges törőlemezt (a kazán teljes átmérőjénél kisebb magasságú, felváltva a kazán alsó és felső feléhez rögzítve) helyeztek el, mely az idevezetett gőzt cirkulációra kényszeríti.
A Clench-féle gőzszárítók a gyakorlatban nem váltak be. A belső falon ugyanis a füstcsövek áthaladnak, tehát nincsenek a fal furataiba beperemezve. Ezeken a helyeken tömítetlenségek álltak elő, a kazán vize átfolyt a szárító részbe. Emiatt a Clench-féle gőzszárítót a mozdonyokból később eltávolították.

### A Schmidt-féle túlhevítő
A Schmidt-féle túlhevítőben a gőzdómban összegyűjtött gőzt egy gőzgyűjtő szekrénybe vezetik, amelynek a bemenő és kimenő tartálya egymástól egy fallal van elválasztva. A bemenő tartályból a gőz a túlhevítő csöveken keresztül jut a kimenő tartályba, amiből a gőzgépbe vezetik. A túlhevítő csövek kis átmérőjű, vízszintes U-alakban meghajlított rézcsövek, amelyek benyúlnak a hosszkazán füstcsöveibe. A túlhevítőket magukban foglaló füstcsövek a többinél nagyobb átmérőjűek, és ezeket „burokcsöveknek” is hívják. A burokcsövekben a forró füstgázok túlhevítik a túlhevítő csövekben áramló gőzt.
A túlhevítő csövek a füstcsövekbe azoknak kb. 3/4 részéig nyúlnak be, a hajlított végükön egy acélsapka található, ami a csővégek kiégését akadályozza meg. A be- és kimenő tartályt egy csappal össze lehet nyitni, amire akkor van szükség, ha állás közben a túlhevítő csövekben a gőz túlságosan felmelegedne. Ezt a csapot a modern mozdonyokban egy kis szervohenger a gőz áramlásának a függvényében automatikusan szabályozza.
A túlhevítő alkalmazása a gőzmozdonyokban szükségessé tette körtolattyúk beépítését, mert a síktolattyúk intenzív kenését a túlhevített gőz alkalmazása mellett nem lehetett biztosítani.

### Alkalmazás
A MÁV-nál az első gőzmozdony, amit Schmidt-féle túlhevítővel szereltek fel, az I.m osztályú, később 202,001 pályaszámú és a I.l osztályú, később 202,002 pályaszámú mozdony volt, mely utóbbit egyúttal iker-elrendezésűre építettek át. A velük végrehajtott próbák eredménye szerint a mozdonyok teljesítménye a túlhevítővel való átépítés után legalább 30%-kal növekedett.
A MÁV első, eleve túlhevítősnek tervezett fővonali mozdonytípusa a 301-es sorozat volt.

## Fordítás
- Ez a szócikk részben vagy egészben  a   Wilhelm_Schmidt_%28Hei%C3%9Fdampf-Schmidt%29 című német Wikipédia-szócikk fordításán alapul.  Az eredeti cikk szerkesztőit annak laptörténete sorolja fel. Ez a jelzés csupán a megfogalmazás eredetét és a szerzői jogokat jelzi, nem szolgál a cikkben szereplő információk forrásmegjelöléseként.